# NGC 4342
NGC 4342 = IC 3256, ist eine Linsenförmige Galaxie vom Hubble-Typ S0- im Sternbild Jungfrau am Nordsternhimmel. Sie ist schätzungsweise 31 Millionen Lichtjahre von der Milchstraße entfernt und ist unter VCC 657 als Mitglied des Virgo-Galaxienhaufens katalogisiert.

Im gleichen Himmelsareal befinden sich u. a. die Galaxien NGC 4341, NGC 4365, IC 3259, IC 3267 und PGC 40338. 
Das Objekt wurde am 13. April 1784 von dem deutsch-britischen Astronomen William Herschel entdeckt.